# San Lanfranco

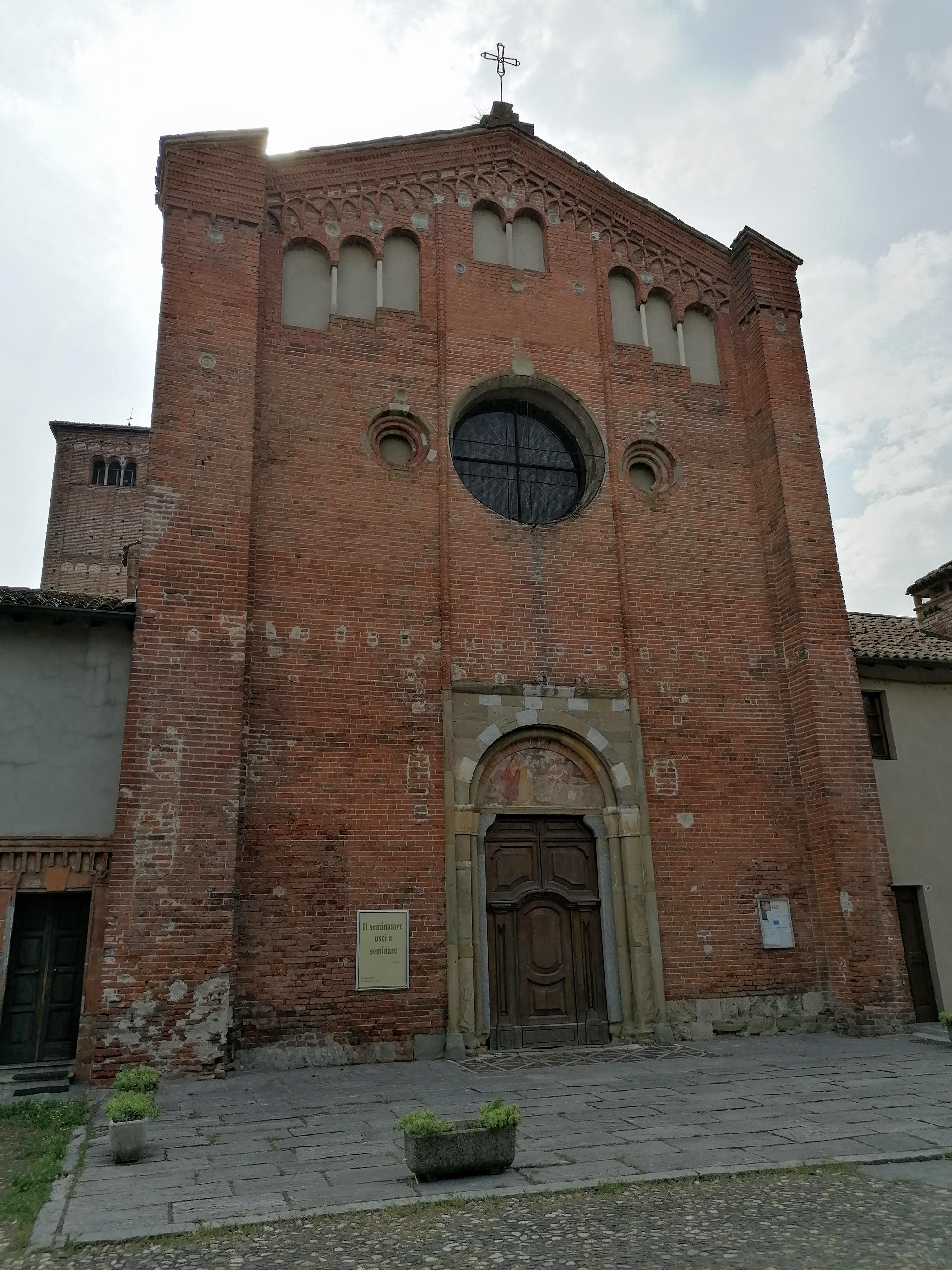
Fassade

Die römisch-katholische Kirche San Lanfranco ist eine Basilika in Pavia, deren Bau Ende des 12. Jahrhunderts begann. Sie ist Teil eines romanischen Klosterkomplexes, der aus der kreuzförmig angelegten Kirche, den Überresten zweier Kreuzgänge aus dem 15. Jahrhundert, einem landwirtschaftlich genutzten Bereich, einem heute aufgelassenen und von Bestattungen geleerten kleinen Friedhof sowie einem freistehenden rechteckigen Glockenturm besteht.
Der Komplex befindet sich in einer kleinen Altwasser am linken Ufer des Ticino, nur wenige Kilometer vom Stadtzentrum Pavias entfernt.

## Geschichte
Die ursprünglich dem Heiligen Grab (Santo Sepolcro) gewidmete Kirche wurde zwischen 1100 und 1110 von den Vallombrosaner-Mönchen in einem waldreichen Gebiet nahe dem Fluss Ticino errichtet, das als Valvernasca bekannt war.
Es entsprach der Tradition und dem Geist des Vallombrosanerordens, abgelegene Orte in der Nähe bedeutender Städte zu wählen, um sowohl die Meditation zu fördern als auch die Predigt zu ermöglichen. Daher wurde die Kirche außerhalb der Stadt errichtet, jedoch an einer Straße, die von Reisenden und Pilgern frequentiert wurde, die im Hospitium des Klosters Unterkunft finden konnten.
Es gibt nur wenige Informationen über die frühen Jahre des Klosters, dessen Existenz jedoch seit 1115 dokumentiert ist. Die bedeutendste Phase fiel mit der Amtszeit von Lanfranco Beccari (1124–1198) als Bischof von Pavia zusammen.
Lanfranco wurde 1180 von Papst Alexander III. zum Bischof von Pavia geweiht und war oft Gast des Klosters. Während seines Lebens kämpfte er gegen die örtlichen zivilen Autoritäten, die versuchten, sich kirchliche Besitztümer anzueignen. Aus diesem Grund war er gezwungen, Pavia zu verlassen und nach Rom zu gehen, um Trost und Unterstützung beim Papst zu suchen.
Lanfranco entschied sich, seine letzten Jahre im Kloster zu verbringen, wo er im Ruf der Heiligkeit starb und am 23. Juni 1198 bestattet wurde. Nach seinem Tod wurde die Kirche ihm zu Ehren gewidmet.
Im Jahr 1236 wurde die Kirche vom Bischof von Pavia, Rodobaldo Cipolla, geweiht, der 1254 verstarb und später heiliggesprochen wurde. Seine Reliquien werden im Dom von Pavia aufbewahrt.
1237 wurde der Glockenturm errichtet, und 1257 wurde die Fassade vollendet. Im 12. und 13. Jahrhundert konzentrierten sich die Besitztümer des Klosters hauptsächlich in San Marzano bei Castel San Giovanni, wo das Kloster auch feudale Rechte innehatte.
Im Jahr 1356 ließ Galeazzo II. Visconti seine Truppen im Kloster San Lanfranco stationieren, um Pavia zu belagern, und errichtete dort ein befestigtes Lager, das später von den Pavesen erobert wurde. Dieses Lager war durch eine Brücke über den Ticino mit einer ähnlichen Befestigung am anderen Ufer des Flusses verbunden.
Im Jahr 1476 wurde im Auftrag des Abtes Luca Zanachi aus Parma der kleine Kreuzgang durch den Architekten Giovanni Antonio Amadeo wiederaufgebaut. Im Jahr 1480 starb Abt Zanachi unter mysteriösen Umständen. Der Markgraf Pietro Pallavicini de' Scipione, ebenfalls Abt, entfernte die korrupten Mönche, renovierte das Kloster für die verbliebenen Brüder und ließ einen zweiten Hof östlich des ersten errichten. Außerdem förderte er die Finanzierung für den Bau des Arca di San Lanfranco und den Wiederaufbau des Presbyteriums in Renaissanceformen, der um 1509 abgeschlossen wurde, um dem Arca eine angemessene Platzierung zu geben.
Im Oktober 1524, als Franz I., König von Frankreich, die in Pavia verschanzten Truppen des Kaisers Karl V. belagerte, wählte er das Kloster als Hauptquartier. Während der Schlacht bei Pavia wurde das Kloster zum Schauplatz von Kämpfen und erlitt Schäden durch einen Brand. Im Jahr 1576 wurde das Kloster, dessen Kommendatarabt Kardinal Albani war, im Rahmen einer apostolischen Visitation durch den Bologneser Monsignore Angelo Peruzzi im Auftrag des Bischofs von Pavia, Ippolito De' Rossi, inspiziert. Im Protokoll der Visitation wird die Kirche als in gutem Zustand beschrieben.
Im 17. Jahrhundert wurden Instandhaltungsarbeiten durchgeführt, insbesondere wurde der südliche Flügel des Komplexes aufgrund von Wasserinfiltrationen aus dem Ticino abgerissen. Die Gewölbejoche wurden hingegen mit barocken Fenstern ausgestattet, die die romanischen Einzelfenster ersetzten. Im 18. Jahrhundert kam es zu einem Streit zwischen den Vallombrosanern und dem damaligen Abt, Kardinal Zondadari, über die jeweiligen Verpflichtungen zur Renovierung des Klosters. Im Jahr 1782 ließ der Prokurator und Subökonom Luigi Poggi drei Seiten des kleinen Kreuzgangs abreißen. Die Vallombrosaner mussten die Kirche 1782 aufgrund der von Kaiser Joseph II. gewünschten Reformen verlassen, und die Kirche wurde 1783 in eine Pfarrei umgewandelt. Die Besitztümer des Klosters wurden auf das San-Matteo-Hospital übertragen. Im Jahr 1807 bestand der Klerus der Pfarrei aus nur einem Priester, der 1845 auf einen Priester und einen Kaplan erweitert wurde, während die Bevölkerung der Pfarrei 1807 1.500 Personen zählte und bis 1877 auf 1.651 anstieg.

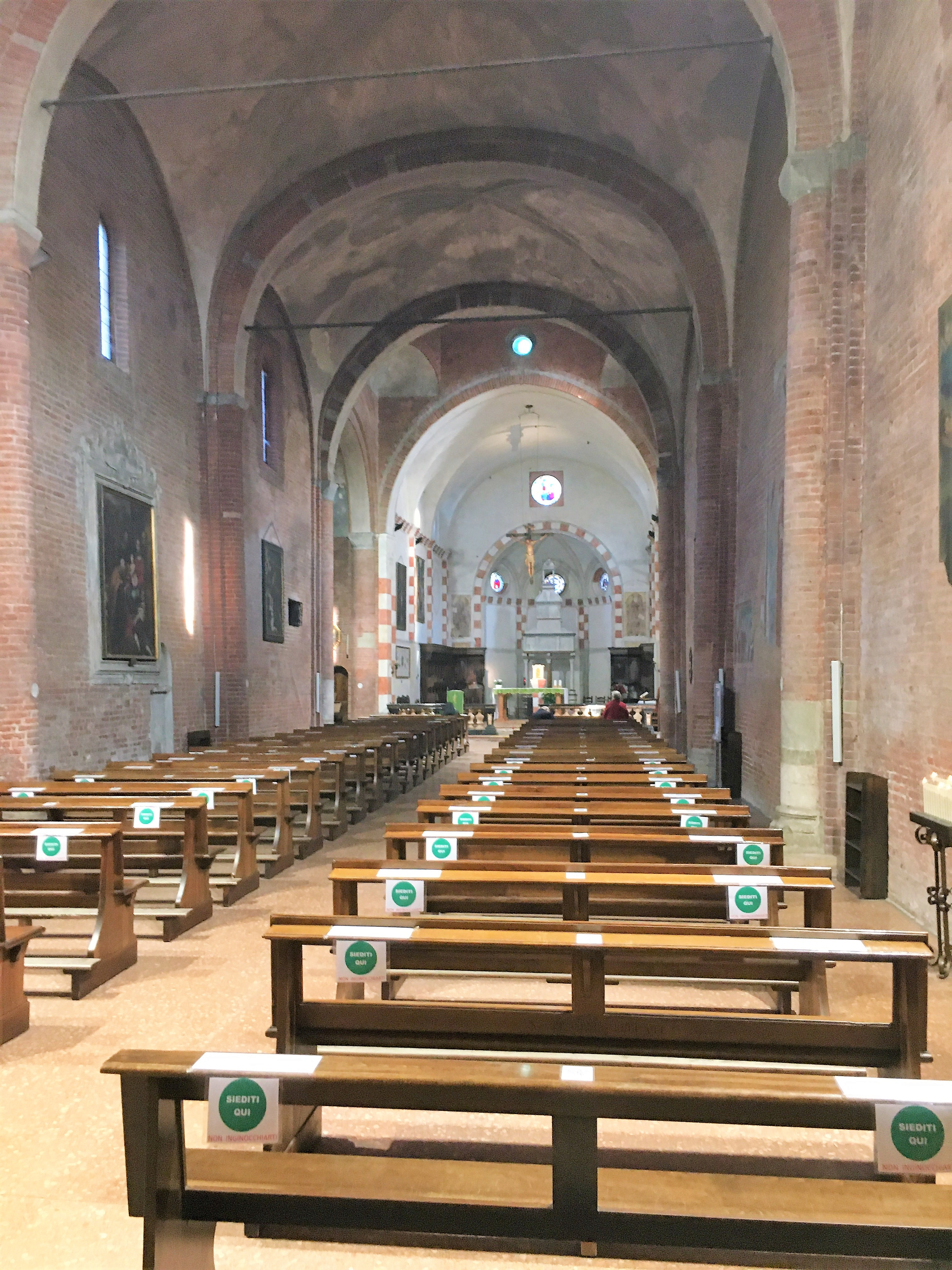
Das Innere der Kirche.
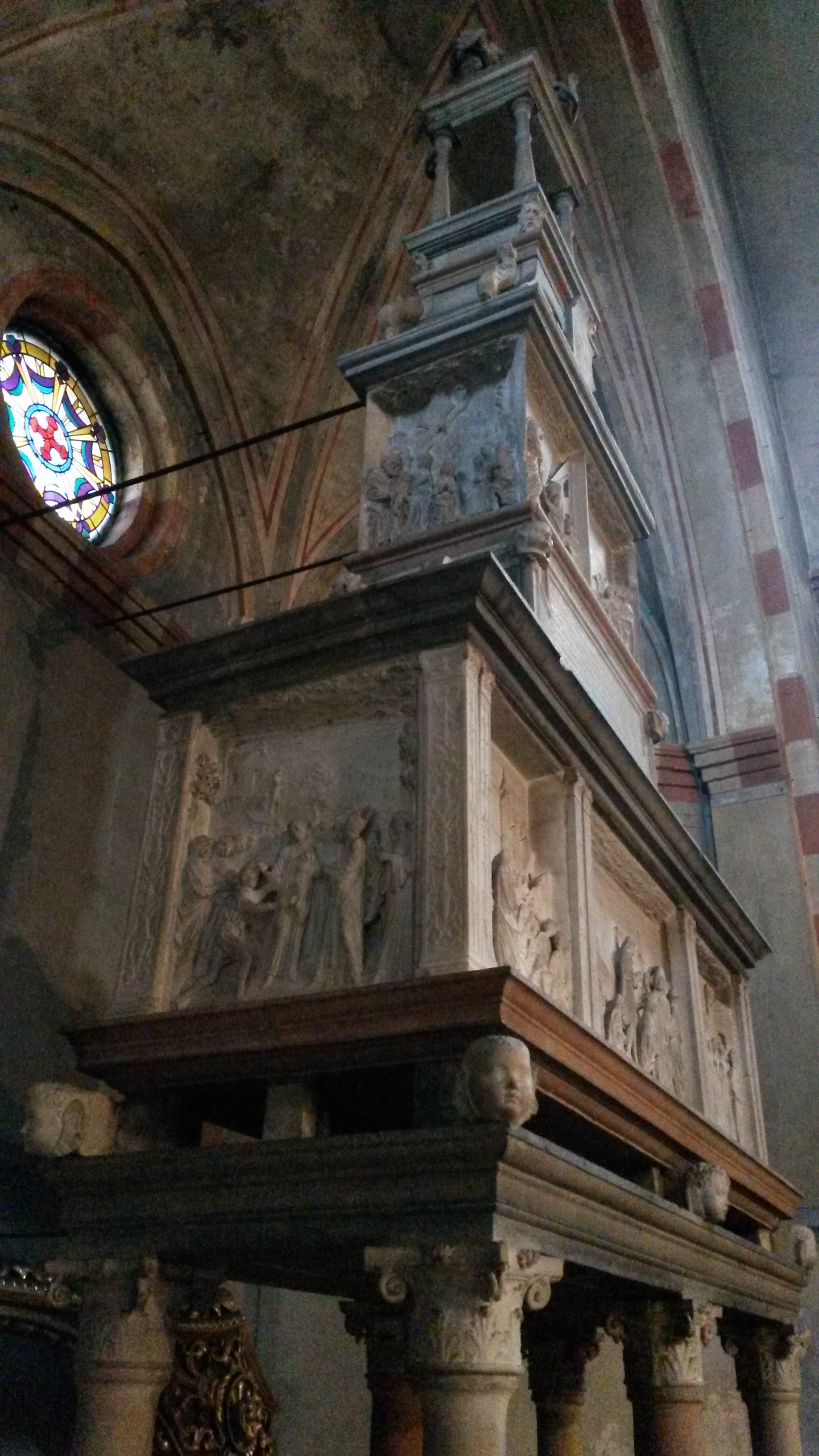
Giovanni Antonio Amadeo, Grabmal von Lanfranco Beccari, 1498–1509.
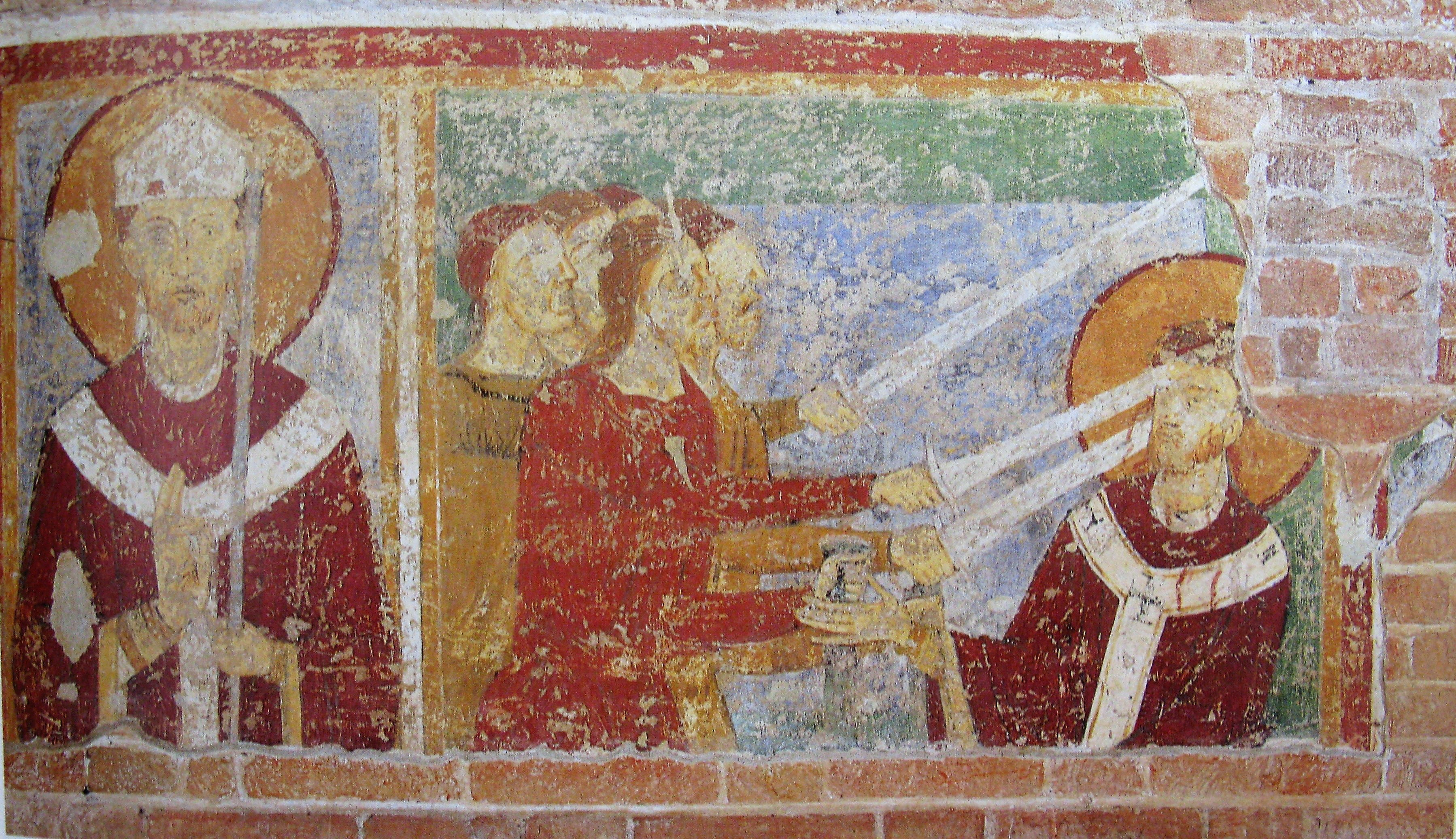
Fresko mit der Ermordung von Thomas Becket, zweite Hälfte des 13. Jahrhunderts.
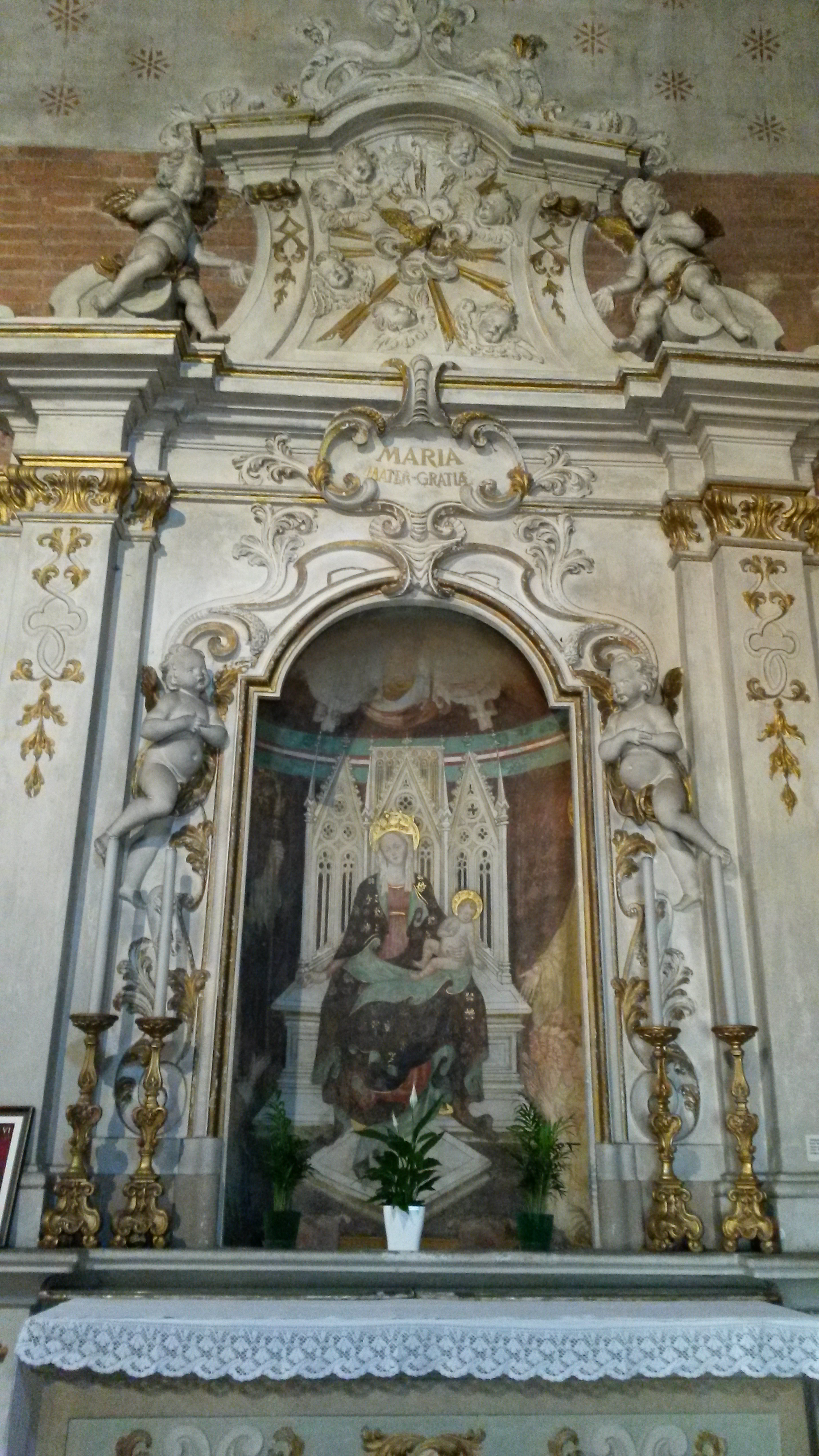
Franceschino Zavattari, Madonna mit Kind (Mitte des 15. Jahrhunderts).

## Bauwerk
Die heutige Kirche wurde in der zweiten Hälfte des 12. Jahrhunderts erbaut. Die Fassade hat ein doppelt geneigtes Dach, ist dreigeteilt und wird an den Seiten von zwei massiven Strebepfeilern flankiert. Im mittleren Bereich befinden sich kreisförmige Öffnungen, in der Mitte ein rechteckig gerahmtes Steinportal. Die Front wird von einer blinden Loggia überragt, die typisch für die romanische Architektur Pavias ist. Der obere Teil ist mit Keramiktellern verziert, von denen einige byzantinischer oder orientalischer Herkunft sind, während andere als archaische Majoliken gelten, die in Pavia in der zweiten Hälfte des 13. Jahrhunderts hergestellt wurden.
Der aus dem Jahr 1237 stammende Glockenturm ist dem lombardischen Romanikstil näher. Die Struktur ist schlank und wird von Ecklisenen eingerahmt. Jede Seite ist mit fünf Feldern versehen, die von einer Reihe aus sechs schlichten Bögen durchzogen sind. An der Spitze befindet sich die Glockenstube, die in eine Trifora eingefasst ist. Unter dem Bogenfries bildet der weiße Putz einen Kontrast zum roten Backstein. Ebenso wie die Fassade ist auch der Glockenturm mit orientalischen Majolikatellern verziert.
Das Innere der Kirche hat einen lateinischen Kreuzgrundriss. Das einheitliche Kirchenschiff wird von schlanken Pfeilern unterteilt und ist mit Kreuzrippengewölben gedeckt. Die Vierung wird von einer achteckigen Kuppel überragt. Das Presbyterium mit einer kleinen polygonalen Apsis im Renaissance-Stil wurde 1509 hinzugefügt.
Das geschnitzte Chorgestühl aus Nussbaumholz, das zwischen 1476 und den ersten Jahren des 16. Jahrhunderts gefertigt wurde, trägt das (abgeblätterte) Wappen und den Namen „Luca“ (des Abtes Luca Zanachi). Das Chorgestühl, das entlang der Seitenwände des Presbyteriums platziert ist, besteht aus zwei Reihen mit je neun Sitzen, die durch durchbrochene Trennwände voneinander getrennt sind, und weist noch stilistische Elemente auf, die typisch für den späten gotischen Stil sind.
In der Kirche wird ein marmornes Grabmal aufbewahrt, das den Körper des heiligen Lanfranco Beccari beherbergt. Das Grabmal wurde vom Abt Pietro Pallavicini de' Scipione zwischen 1498 und 1509 bei Giovanni Antonio Amadeo in Auftrag gegeben. Es ist aus weißem Carrara-Marmor, rotem Verona-Marmor, weißem Candoglia-Marmor und schwarzem Saltrio-Stein gefertigt und misst 393 cm in der Höhe und 307 cm in der Breite. Das Grabmal wird von sechs Säulen getragen und ist mit Flachreliefs verziert, die Episoden aus dem Leben des Bischofs Lanfranco sowie Wunder, die durch seine Fürsprache erlangt wurden, darstellen.
Im Mittelschiff, etwa in der Mitte der rechten Seite, befindet sich ein besonders interessantes, wenn auch leider nur teilweise erhaltenes Fresko. Es wurde in der zweiten Hälfte des 13. Jahrhunderts gemalt und stellt die Ermordung des Erzbischofs von Canterbury, des heiligen Thomas Becket, dar. Wahrscheinlich wollten die Auftraggeber des Freskos eine Parallele zwischen den Ereignissen um Becket und denen des Bischofs von Pavia, Lanfranco Beccari, ziehen: So wie sich Becket gegen König Heinrich II. von England stellte, der die Freiheit des englischen Klerus einschränkte – ein Widerstand, der ihn nach Rom führte, um den Papst um Hilfe zu bitten, und den er schließlich mit seinem Leben bezahlte –, so geriet auch Bischof Lanfranco wenige Jahrzehnte später in starken Konflikt mit den Behörden von Pavia. Diese blieben ghibellinisch und somit dem Kaiser treu, sodass Lanfranco gezwungen war, den Papst um Hilfe zu bitten. Er wurde nicht getötet, zog sich jedoch in ein Kloster zurück und führte dort ein einsames Leben.
Ebenfalls auf das 13. Jahrhundert datierbar ist ein zweites Fresko, das Christus auf dem Thron zwischen der Madonna, einem heiligen Bischof (möglicherweise erneut Thomas Becket) und einem zweiten Bischof ohne Mitra darstellt, bei dem es sich vermutlich um Lanfranco Beccari handelt. Wahrscheinlich befand sich am Fuß des Freskos die ursprüngliche Grabstätte von Bischof Lanfranco Beccari.
Im rechten Querschiff ist innerhalb eines reich verzierten barocken Stuckrahmens ein Fresko aus der Mitte des 15. Jahrhunderts erhalten. Es zeigt die Madonna mit dem Kind, Gottvater, einen heiligen Abt mit dem Stiftermönch sowie einen heiligen Mönch. Dieses Werk wurde kürzlich Franceschino Zavattari zugeschrieben.
Rechts von der Kirche befindet sich der kleine Kreuzgang, der – wie in die terrakottafarbenen Konsolen eingraviert ist – 1467 vom Abt Luca Zanachi errichtet wurde. Die ursprüngliche Struktur hatte einen quadratischen Grundriss, von dem heute nur noch eine Arkadenseite erhalten ist, da die anderen 1784 zerstört wurden. Jede der ursprünglichen vier Seiten bestand aus fünf Arkaden, die mit Puttenfiguren aus Terrakotta verziert waren und auf doppelt angeordneten Säulchen aus rotem Verona-Marmor ruhten. Einst waren die Mönchszellen zum Kreuzgang hin ausgerichtet.
Der kleine Kreuzgang ist mit dem größeren Kreuzgang verbunden, von dem noch drei Seiten erhalten sind. Dieser weist die Handschrift Bramantes auf und wurde möglicherweise von Amadeo nach 1480 im Auftrag des Abtes Pietro Pallavicini entworfen. Der Kreuzgang ist von Kreuzgewölben überdacht und wird von Granitsäulen getragen, während die Terrakottaverzierungen die Bögen und Medaillons (Clipei) schmücken. In diesen sind – wie in anderen Kreuzgängen Paviens aus der zweiten Hälfte des 15. Jahrhunderts – Heiligengestalten dargestellt.

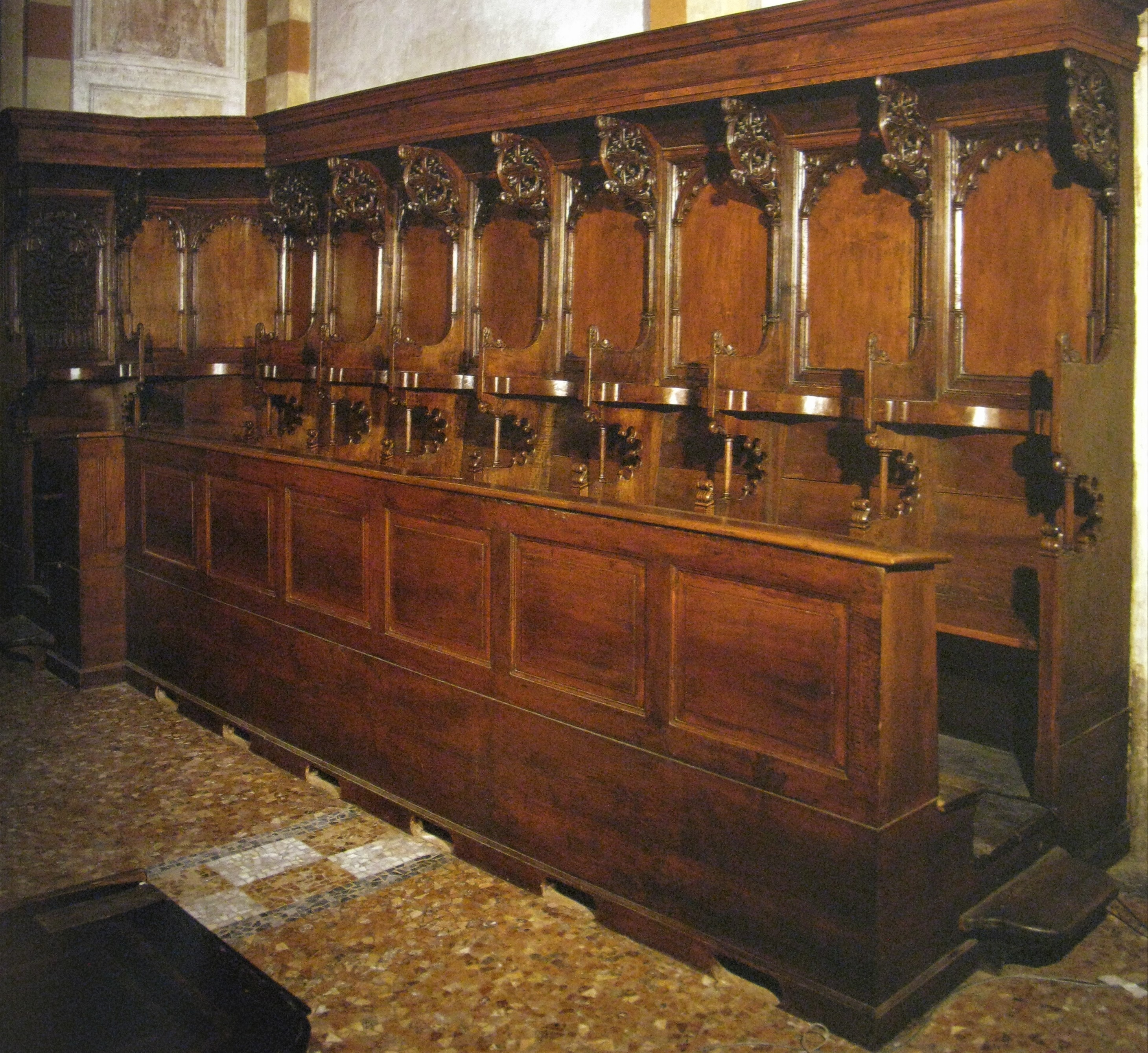
Der Chor der Kirche wurde zwischen 1476 und den ersten Jahren des 16. Jahrhunderts errichtet.
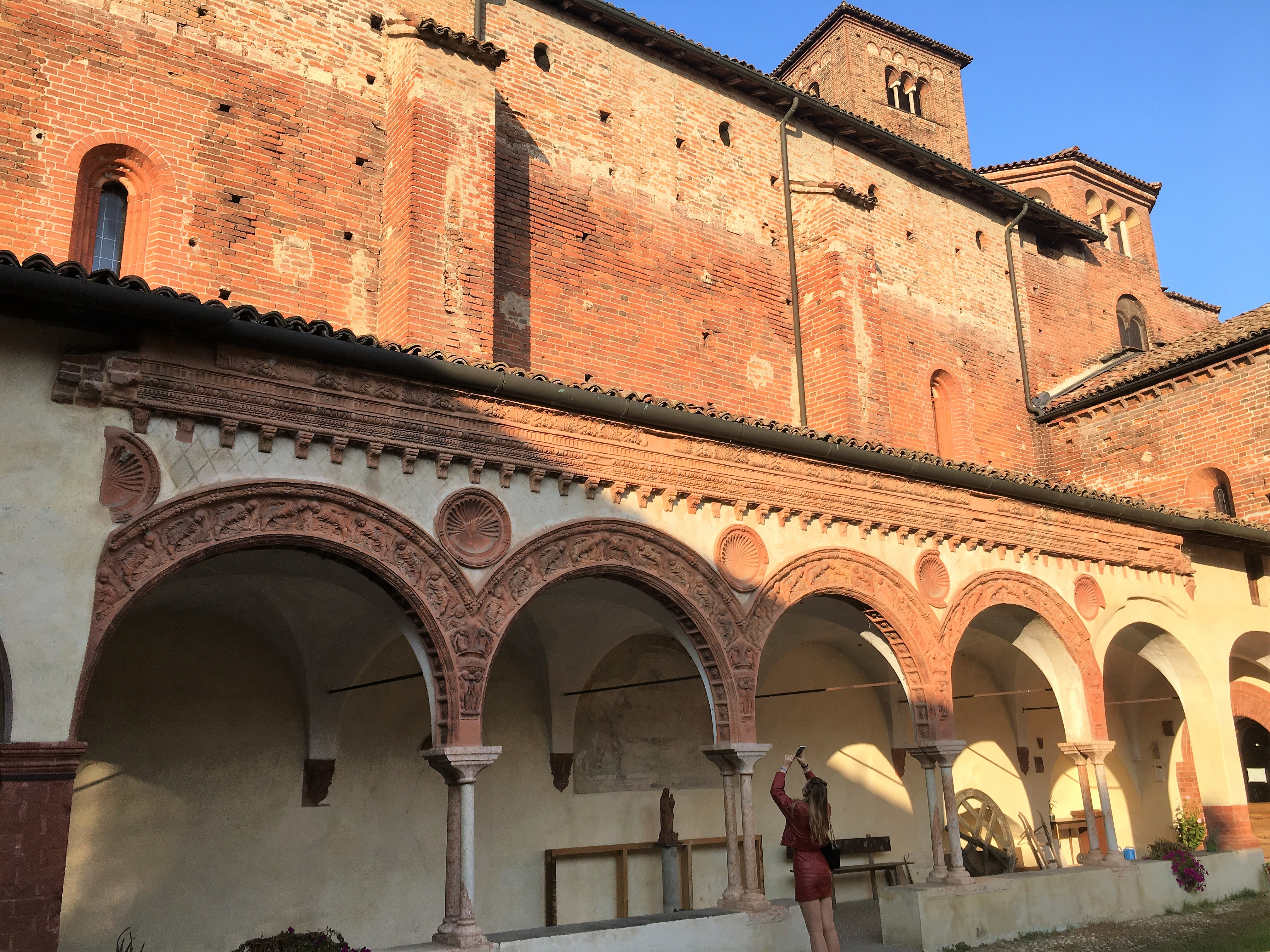
Der kleine Kreuzgang, 1467.
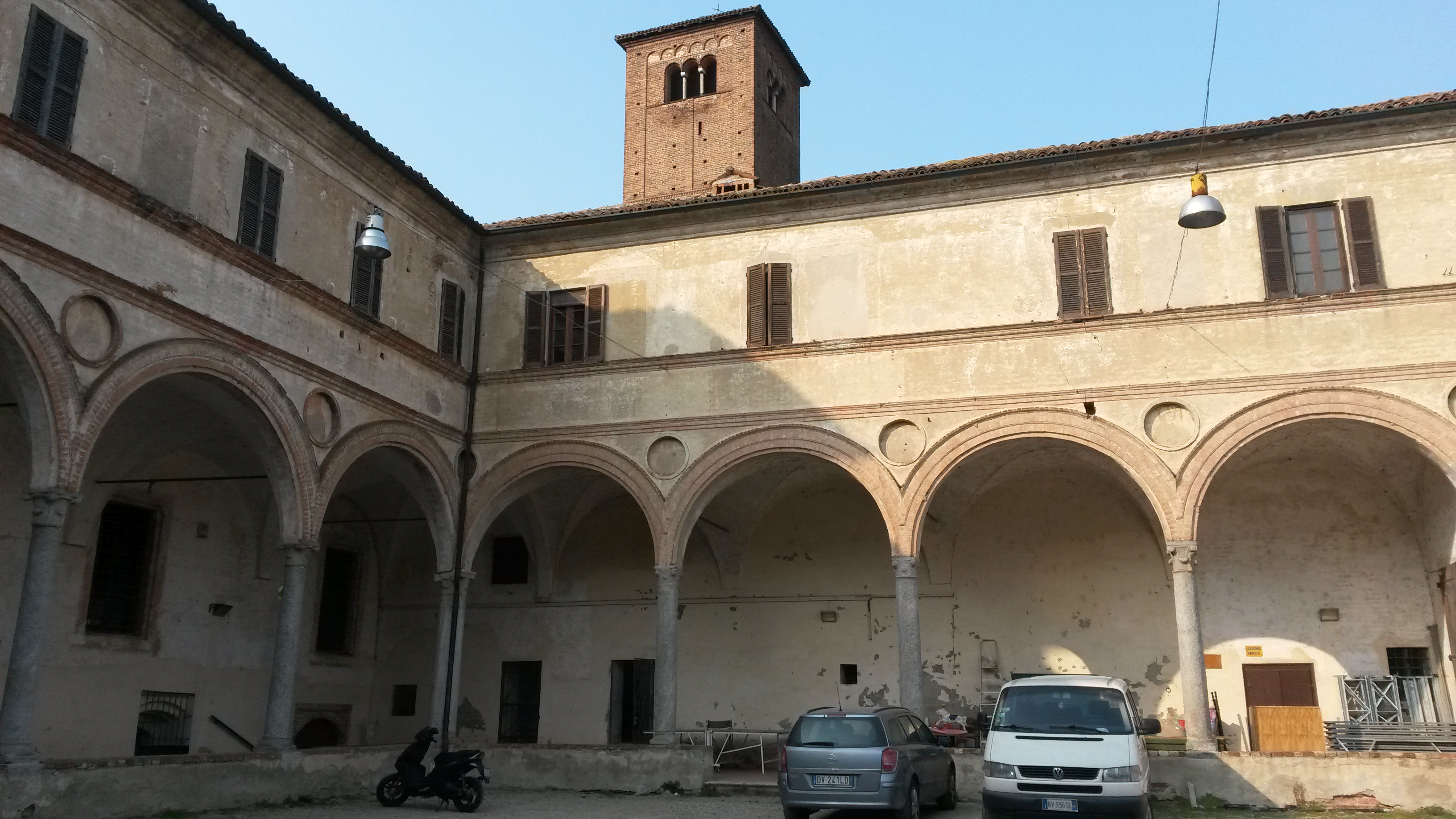
Der große Kreuzgang, um 1480.